# Пухонос приземистый
Пухонос приземистый (лат. Trichophorum pumilum) — вид травянистых растений рода Пухонос (Trichophorum) семейства Осоковые (Cyperaceae).

## Ботаническое описание
Многолетнее травянистое растение. Корневище тонко-шнуровидное или почти нитевидное, ползучее, дающее побеги; стебли скученные, тонкие, прямые, 10—25 (30) см высотой и около 0,5 мм толщиной, при основании одетые 4—6 влагалищами, из которых нижние серовато-бурые или рыжевато-бурые, вдоль расколотые, ланцетовидные, заострённые или переходящие на верхушке в короткую (1—2 мм длиной) шиловидную, на кончике тупую листовую пластинку; верхние 2 влагалища более длинные, трубчатые и цельные, на верхушке почти плоско обрезанные и несущие узколинейные, желобчатые, на кончике тупые и хрящеватые листовые пластинки 7—20 мм длиной и 0,5 мм шириной.
Цветочный колосок одиночный мало (2—4)-цветковый, яйцевидный или широкояйцевидный, 3—3,5 мм длиной и 1,5—2 мм шириной. Околоцветные чешуйки рыжевато-бурые, яйцевидные, коротко-заострённые или туповатые, 2—3 мм длиной и 1¼—1½ мм шириной; 2 нижние немного короче колоска, на спинке слегка килевидные и не несут в своей пазухе цветков, из них самая нижняя на спинке зеленоватая и на верхушке оттянутая в короткий тупой кончик. Околоцветных щетинок нет. Рылец 3; орешек трёхгранно-обратнояйцевидный, тёмно-бурый или чёрно-бурый, гладкий, блестящий, около 1½ мм длиной и 1¼ мм шириной. Цветение во второй половине мая и в июне, плоды в июле.

## Распространение и экология
Евразия и Северная Америка. Растёт на болотистых, солонцеватых и солончаковых лугах.

## Синонимы
- Baeothryon pumilum (Vahl) Á.Löve & D.Löve
- Eleogiton elongantha A.Dietr.
- Eriophorella pumila (Vahl) Kit Tan
- Isolepis elongata C.A.Mey.
- Isolepis oligantha C.A.Mey.
- Isolepis pumila (Vahl) Roem. & Schult.
- Kreczetoviczia pumila (Vahl) Tzvelev
- Limnochloa alpina (Schleich.) Rchb.
- Scirpus alpinus Schleich.
- Scirpus alpinus subsp. oliganthus (C.A.Mey.) Printz
- Scirpus atrichus (Palla) Dalla Torre & Sarnth.
- Scirpus emergens (Norman) Fernald
- Scirpus meyeri Trautv.
- Scirpus pumilus Vahlbasionym
- Trichophorum atrichum Palla
- Trichophorum emergens Norman
- Trichophorum oliganthum (C.A.Mey.) Fritsch